# Leut Magnetik
Leut Magnetik je hrvatski glazbeni sastav iz Splita.

## Članovi
- Ivan Kovačić / klavijature, vokal
- Karlo Kazinoti / bubnjevi, ritam mašina
- Veljko Popović / bivši član, bubnjevi, album B612
- Vojin Hraste / bas-gitara, vokal
- Gordan Tudor / klavijature, vokal,saksofon
- Mišo Komenda / gitara
- Milivoj Popović / bivši član, udaraljke, album B612
- Ana Iverac / bivši član, flauta, album B612
- Aleksandar Antić / bivši član, vokal, album B612

## Povijest
Leut Magnetik osnovan je 2001.godine u Zagrebu, u početku kao eksperimentalni sastav koji nastupa na otvorenjima umjetničkih izložbi i performansa. Pobjedom na Inkubatoru (natjecanju mladih sastava) 2003. godine osvajaju ugovor i izdaju svoj prvi album "B612" za Aquarius Records. Zahvaljujući hitu "Evo me doma" sastav je prihvaćen i od šire javnosti. U razmaku od dvije godine Leut Magnetik mijenja svoj zvuk, što potvrđuju 2005. godine kad izlazi njihov drugi album "Leut Magnetik". Okrenuti elektronskoj glazbi, put do publike pronalaze pjesmom "Vecchia cola" koja zahvaljujući odličnom video spotu donosi sastavu nominaciju MTV-ove nagrade 2005. u Lisabonu. 2006. godine dobitnici su Porina za najbolji album urbane klupske glazbe. Nakon stanke od tri godine, 2011. Leut Magnetik nastavlja s radom pripremajući novi materijal koji je u potpunosti snimljen isključivo uz pomoć analognih/akustičnih instrumenata, a sastavu se priključuju gitarist i gudački trio. Iste godine izdaju dvije nove pjesme "Arhitekt" i "Sam na plesu" koje su popraćene video spotovima mladih video umjetnika Branke Valjin (Arhitekt) i Natka Stipaničeva (Sam na plesu) za koje su oboje primili priznanja na Reviji hrvatskog filmskog stvaralaštva, a spot "Sam na plesu" nagrađen je za najbolji primijenjeni video na Festivalu hrvatskog animiranog filma te nagradom OKTAVIJAN: HRVATSKOG DRUŠTVA FILMSKIH KRITIČARA za najbolji glazbeni spot na Danima hrvatskog filma 2012. 
Dana 1. travnja 2022. Leut Magnetik je nakon 11 godina diskografskog posta objavio novi album “Celuloza”, kako bi njime obilježili (godinu dana zakašnjelu) dvadesetu obljetnicu utemeljenja banda. Sve pjesme su napisali, izveli, miksali i producirali članovi benda Leut Magnetik, osim pjesme "Dan po Dan" za koju tekst potpisuje Lota Tudor. Dodatni miks i master potpisuje Berko Muratović.

## Diskografija
- 2003. B612
- 2005. Leut Magnetik
- 2011. ARHITEKT (single)
- 2011. sam na plesu (single)
- 2022. Celuloza

## Vanjske poveznice
- SOUNDCLOUD - AUDIO

- MySpace.com

- VIDEO
- Facebook